# Italo
Musikstilen Italo, eller Italo dance, ikke at forveksle med Italo disco, er en undergenre af dance musikken, som stammer fra Italien. Italo er som regel opbygget af en kraftig basgang og et tilsvarende kick. Tempoet i musikken er svingende – i det tidlige Italo-dage lå det typisk fra 138 til 143 bmp – i dag er tempoet gået lidt ned. Gennemsnitlig bevæger tempoet sig i 130'erne.

## Udvalgte Italo kunstnere
- Gigi D'Agostino
- Molella
- Gabry Ponte
- Prezioso
- Brothers
- Roberto Molinaro
- DJ Ross
- Hotel Saint George
- Danijay
- Italobrothers
- Ivan Fillini
- Dj Power
- Alex Teddy

## Udvalgte Danske Italo kunstnere
- Severo
- Domasi Albrechio
- Prezira
- Gigolo
- il Piccolo
- Disc Jockeyz
- Italian Rockerz
- Luna Felix